# Lijst van Europese Overzeese Gebieden

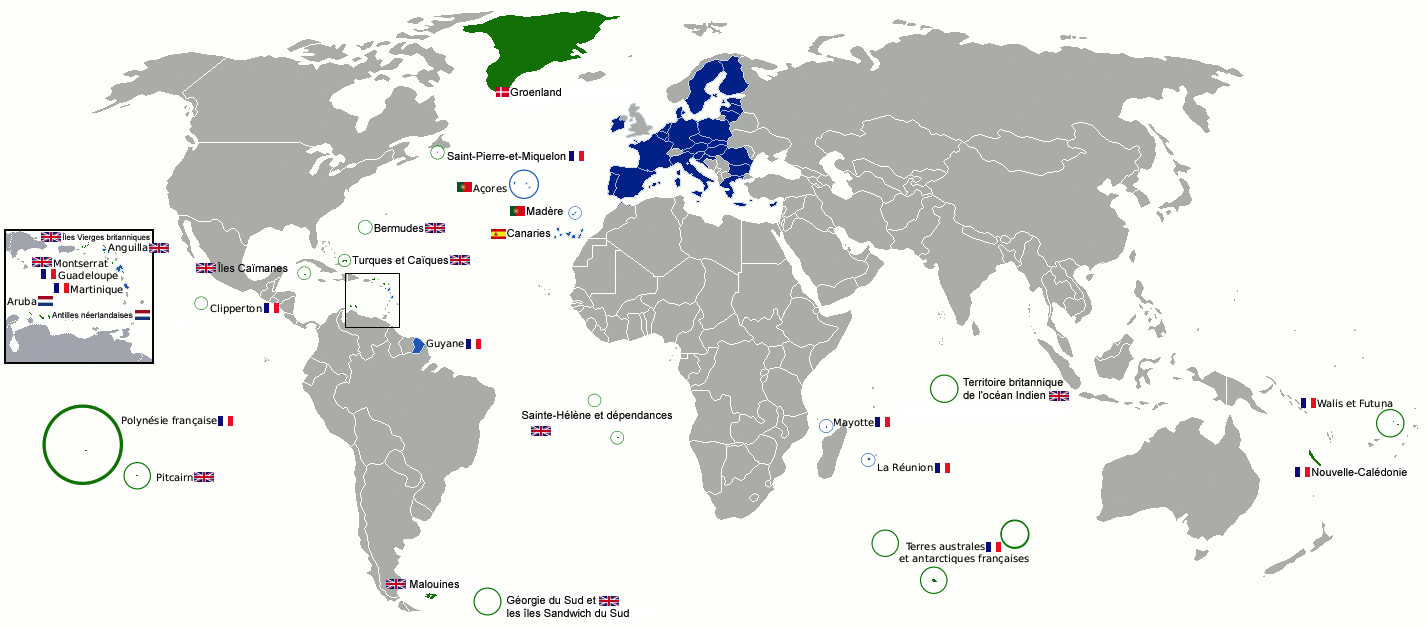
Overzeese gebieden van de Europese Unie (voor de Brexit)
Europese Unie
Ultraperifere regio
Landen en gebieden overzee

Deze lijst geeft een overzicht van alle overzeese gebieden van Europese Landen. Hiermee wordt bedoeld, gebieden die overzee afgezonderd van het moederland gelegen zijn en grondwettelijk tot een Europees land behoren. Binnen de Europese Unie zijn er momenteel 5 landen met één of meer overzeese gebieden nl. Frankrijk, Nederland, Denemarken, Portugal en Spanje. Verder hebben Verenigd Koninkrijk en Noorwegen die geen deel uitmaken van de EU enkele overzeese gebieden.

## Statuten binnen de Europese Unie
Binnen de Europese Unie zijn er verschillende statuten die aan verschillende types van Overzeese Gebieden worden gegeven.

### Landen en gebieden overzee(LGO)
Kenmerken:
- De LGO's maken niet deel uit van het communautaire grondgebied (in tegenstelling tot de UPR's);
- De onderdanen hebben de nationaliteit van de lidstaten waartoe zij behoren (in sommige gevallen bezitten de onderdanen evenwel niet het volledige burgerschap van deze staten).
- De LGO's behoren grondwettelijk gezien bij vier lidstaten (Denemarken, Frankrijk, Nederland en het Verenigd Koninkrijk) en zijn dus geen onafhankelijke staten (in tegenstelling tot de ACS-staten).

### Deultraperifere regio’s
Een ultraperifere regio of ultraperifeer gebied (UPR of UPG) is een gebiedsdeel van een lidstaat van de Europese Unie waar de EU-wetgeving geldt maar waar het mogelijk is om vanwege de grote afstand tussen deze gebieden en het metropolitane Europa, uitzonderingen te maken in de geldigheid van de wetgeving. Ultraperifere regio's worden beschouwd als integraal onderdeel van de Europese Unie, in tegenstelling tot de Landen en gebieden overzee.

### DeACS-staten
De samenwerking tussen de landen van Afrika ten zuiden van de Sahara, de Caraïben en de Stille Oceaan (de ACS-landen) en de Europese Gemeenschappen (EG) dateert al van bij het ontstaan van de EG en vormt een bijzonder belangrijk aspect van het ontwikkelingsbeleid van de Europese Unie en van haar beleid inzake buitenlandse betrekkingen in het algemeen. Het Verdrag van Rome van 1957 tot oprichting van de Europese Economische Gemeenschap (EEG) vormde in een eerste fase de juridische grondslag van de samenwerking met deze groep landen (en ook met de landen en gebieden overzee (LGO), die destijds voor het grootste deel kolonies van bepaalde lidstaten waren). Vermits deze landen onafhankelijk zijn, zijn ze niet opgenomen in deze lijst omdat ze hierdoor niet deel uitmaken van Europese landen.

## Frankrijk

### Overzeese regio's en departementen
Overzeese regio's en departementen hebben hetzelfde statuut als een regio op het Franse vasteland.
- Guadeloupe
- Martinique
- Mayotte
- Frans-Guyana
- Réunion

### Overzeese gemeenschappen
Een overzeese gemeenschap (collectivité d'outre-mer) is moeilijk omschrijfbaar omdat er verschillende varianten van te vinden zijn, eigenlijk is het een verzamelnaam van verschillende statuten.
- Frans-Polynesië
- Wallis en Futuna
- Saint-Pierre en Miquelon
- Frans Sint-Maarten
- Saint-Barthélemy

### Overzeese territoria
Anno 2007 kent de Franse administratie slechts één overzees territorium, de Franse Zuidelijke en Antarctische Gebieden.

### Overige gebiedsdelen
Verder heeft Frankrijk nog enkele gebieden in bezit die niet in een van bovenstaande categorieën zijn ingedeeld.
- Nieuw-Caledonië
- Clipperton

## Verenigd Koninkrijk

### Gebieden zonder gekozen bestuur
- Brits Antarctisch Territorium
- Zuid-Georgië en de Zuidelijke Sandwicheilanden
- Brits Territorium in de Indische Oceaan
- Sovereign Base Areas of Akrotiri and Dhekelia

### Gebieden met gekozen burgemeester en eilandenraad als bestuur
- Pitcairneilanden

### Gebieden met een gekozen raad als bestuur
- Falklandeilanden
- Sint-Helena

### Gebieden met een gekozen raad uit politieke partijen als bestuur
- Anguilla
- Britse Maagdeneilanden
- Gibraltar
- Kaaimaneilanden
- Montserrat

### Overige gebieden
- Bermuda
- Turks- en Caicoseilanden

## Nederland

### Land van hetKoninkrijk der Nederlanden
- Aruba
- Curaçao
- Sint Maarten

### Openbare lichamenvan Nederland
- Bonaire
- Sint Eustatius
- Saba

## Denemarken
De Deense overzeese gebieden zijn Groenland en Faeröer, deze worden bestuurd door een ter plaatse gekozen parlement dat onder het gezag valt van de Deense koning/koningin die in het gebied wordt vertegenwoordigd door een door hem of haar benoemde gouverneur. Sinds 21 juli 2009 heeft Groenland volledig zelfbestuur.

## Portugal
De Portugese overzeese gebieden worden bestuurd door een door Portugal benoemde gouverneur.
De gebieden zijn:
- De Azoren
- Madeira

## Spanje
Spanje heeft 2 overzeese gebieden in Marokko,Ceuta en Mellila.Naast enkele eilanden dicht bij het vasteland gelegen in de Middellandse Zee ook nog de Canarische Eilanden als overzees gebied. Deze eilandgroep wordt beschouwd als een van de autonome regio's van Spanje.

## Noorwegen
- Spitsbergen
- Jan Mayen
- Bouvet

Naast deze eilanden eist Noorwegen tevens een deel op van Antarctica (Koningin Maudland tussen de 45° en 20° OL en Peter I-eiland).